# 1998 في التلفزيون البريطاني
هذه قائمة بالأحداث المتعلقة التي حدثت بالتلفزيون البريطاني منذ عام 1998.

## الأحداث

### يناير
- 1 يناير - بي بي سي وان تبث العرض التلفزيوني البريطاني الأول فورست غامب.[1]
- 6 يناير - اتفقت كل من بي بي سي وآي تي في على ترتيبات جدول مباريات كأس العالم 1998، والتي ستشهد بث مباريات إنجلترا واسكتلندا الافتتاحية على بي بي سي الأولى، بينما ستبث مباراة المجموعة الثانية لكل دولة على آي تي في.[2]
- 7 كانون الثاني (يناير) - أكدت بي بي سي أن هيلين رولاسون ستعود إلى شاشات التلفزيون لتقديم النشرات الرياضية في عطلة نهاية الأسبوع على بي بي سي وان وبي بي سي تو بعد علاج سرطان القولون.[3]
- 8 كانون الثاني (يناير) - أعادت مسرحية «آي تي في» الوثائقية معجزة في البحر: إنقاذ توني بوليمور إعادة بناء أحداث الإنقاذ الدراماتيكي لرجل اليخوت توني بوليمور بعد انقلاب قاربه خلال سباق اليخوت فيندي غلوب عام 1996.[4]
- 9 يناير -
  - يعود مضيف برنامج الدردشة مايكل باركنسون إلى التلفزيون بعد عدة سنوات بمسلسل جديد من باركنسون.[5] ضيوف النسخة الأولى هم السير أنتوني هوبكنز وباري مانيلو وبول ميرتون.[6]
  - توقع القناة الخامسة صفقة مع بوينا فيستا انترتينمنت لبث بعض عناوينها. وسيشمل ذلك العرض التلفزيوني البريطاني الأول لمسلسل الصخرة.
- 12 يناير -
  - يبدأ تصوير الموقع في حلقة لمرة واحدة من المسلسل الأسترالي ذهابا وإيابا الذي تدور أحداثه في آيرونبريدج، شروبشاير.[7] هذه هي المرة الأولى التي يصور فيها المسلسل حلقة في الخارج.[8] القصة، التي تم بثها في وقت لاحق من العام، ترى وصول إيرين روبرتس (لين ماكجرانجر) إلى المملكة المتحدة لمساعدة سيلينا روبرتس (تمباني ديكيرت)، التي تتعافى من نوبة الملاريا. اجتمعت سيلينا أيضًا معها على الشاشة، خطيبها ستيفن ماثيسون (آدم ويليتس).[9]
  - يتم استكمال شعارات يو تي في لعام 1996 بمجموعة من الرموز المميزة لأشخاص يعزفون على أغنية يو تي في على مختلف الآلات الموسيقية.[10]
- 14 يناير - تبث القناة الرابعة الحلقة 2000 من مسلسلها بروكسايد.
- .[11]
- 17 يناير - أفادت مصادر إعلامية عن وصول عائلة إيست إندرز الجديدة، دي ماركوس، التي ستظهر لأول مرة في وقت لاحق من الشهر وتؤسس مطعمًا إيطاليًا في ساحة ألبرت.[12] تمت إزالة غالبية الأسرة من الصابون بعد ذلك بعامين.[13]
- 21 كانون الثاني (يناير) - النائب المحافظ السابق روبرت ألاسون يخسر دعوى تشهير ضد بي بي سي وورلدوايد وهات تريك برودكشنز بسبب التعليقات التي وردت في كتاب صدر عام 1996 على أساس البرنامج التلفزيوني الساخر هل لدي أخبار من أجلك. ذكرت فقرة في هل لدي 1997 من أجلك، «... نظرًا لولع السيد ألاسون بمتابعة إجراءات التشهير، هناك أيضًا أسباب قانونية ممتازة لعدم الإشارة إليه على أنه قرف صغير متواطئ».[14]
- 24 كانون الثاني (يناير) - بثت قناة آي تي في أولى حلقاتها في محاربو الجليد، وهي عرضية من المصارعين.
- 25-26 يناير - انتهت تغطية القناة الرابعة لكرة القدم الأمريكية ببثها لبطولة سوبر بول 1998.
- 26 يناير - شوهدت هايلي باترسون، أول شخصية متحولة جنسياً في مسلسل بريطاني، في شارع التتويج. هايلي (التي تلعب دورها جولي هيزموندالغ) هي ممثلة منتظمة في السلسلة لعدة سنوات، وتساعد على تغيير المواقف العامة تجاه قضايا المتحولين جنسياً. قُتلت الشخصية في قصة درامية وعاطفية بحق الموت في يناير 2014 بعد أن قررت هيزموندالغ ترك العرض.[15] [16]
- 30 يناير - يتم إغلاق قناة الطقس في المملكة المتحدة بعد أقل من 18 شهرًا بسبب انخفاض نسبة المشاهدة. كما أغلقت محطة الطقس المنافسة شبكة الطقس عملياتها في المملكة المتحدة في نفس الوقت تقريبًا.

### فبراير
- فبراير - اندمجت قناة سي إن بي سي الأوروبية مع اخبار الاقتصاد الأوروبي، حيث عُرفت القناة رسميًا باسم «سي إن بي سي الأوروبية- خدمة من إن بي سي ودو جونز».
- 4 فبراير - الظهور الأول لعرض مخطط بيبسي على القناة الخامسة. تم تقديم البرنامج في البداية من قبل رونا ميترا وإدي تمبل موريس، ويهدف البرنامج إلى أن يكون زميلًا مستقرًا في مخطط بيبسي الذي يبث عبر الراديو التجاري. أصبح البرنامج من أكثر البرامج مشاهدة على القناة، لكنه يواجه صعوبة في جذب بعض أكبر الأحداث في اليوم.
- 7-22 فبراير - بي بي سي تقدم تغطية للألعاب الأولمبية الشتوية 1998 . نظرًا لاختلاف التوقيت، فإن التغطية الحية محدودة مع عرض القليل من الأحداث الحية، خاصة خلال الأسبوع الثاني من الألعاب.
- 16 فبراير - بدأ تليتبيز بثه الأول في أستراليا على قناة البث الاسترالية.
- 17 فبراير - التلفزيون المركز يبدأ برنامج حواري وسط عطلة نهاية الاسبوع وانتقادات من قبل لجنة التلفزيون المستقلة بعد أن شكا زوجين مسنين عن عنصر في المعرض طبعة 9 يناير التي تضمنت مناقشة حول حجم الأعضاء التناسلية الذكرية.[17]
- 20 فبراير - الظهور الأول لـ حروب الروبوتات على بي بي سي تو.[18]
- 27 فبراير - تم تأكيد شركة قلعة الإرسال الدولي كمورد للتلفزيون الأرضي الرقمي التابع لـ بي بي سي، وتقول إنها ستستثمر 100 مليون جنيه إسترليني في سعة البث.[19]

### مارس
- 1 مارس - تم الإعلان عن مناصب حكام بي بي سي لأول مرة في صحف الأحد.
- 2 مارس - بدأت القناة الخامسة إعادة عرض مسلسل أبناء وبنات الأسترالي في الثمانينيات. هذا هو العرض الشبكي الأول للبرنامج حيث اختلف تشغيله السابق على آي تي في من منطقة إلى أخرى.
- 4 مارس - ظهرت كيت وينسلت
- 5 مارس - نجمة تيتانيك كضيفة في برنامج ريدي ستيدي كووك جنبًا إلى جنب مع ممثل الحوادث السابق جراي أوباين.[20]
- 6 مارس -
  - لأول مرة على آي تي في من خط جوي، وهي سلسلة وثائقية على الحائط أنتجتها نهاية أسبوع لندن والتي تعرض الأحداث اليومية للركاب والعاملين على الأرض وطاقم رحلة الخطوط الجوية البريطانية. من السلسلة الثانية، يحول البرنامج انتباهه إلى إيزي جيت.
  - يتم إيقاف عرض نهاية الأسبوع المركزي لفترة وجيزة عندما يصبح أحد أعضاء الجمهور عدوانيًا أثناء مناقشة حول كرة القدم النسائية.[21]
- 9 مارس - تم إرجاع اسم تلفزيون تاين تيز إلى مشاهدي قناة آي تي في في شمال شرق إنجلترا، بعد أن تم تغيير علامتها التجارية إلى القناة الثالثة الشمالية الشرقية قبل عامين.
- 15 مارس - بثت قناة آي تي في نسخة لمرة واحدة من ليلة السبت في بالاديوم لندن للاحتفال بعيد ميلاد بروس فورسيث السبعين. يتضمن مظاهر ديانا روس وجو لونجثورن.[22]
- 16 مارس - تبث تليتبيز في نيوزيلندا على التلفزيون الثالث.
- 19 مارس - وقعت بي بي سي صفقة مع شركة ديسكفري كوميونيكيشنز التي ستسمح لهما بالتعاون في إنتاج برمجة الطبيعة.
- 21 مارس - بي بي سي اثنان تبث نسخة فيلم ريتشارد آير من إنتاجه للمسرح الوطني الملكي للملك لير ، وبطولة إيان هولم في الدور الذي يحمل نفس الاسم، وكذلك باربرا فلين وأماندا ريدمان وفيكتوريا هاملتون كبنات لير.[23]
- 28 مارس - ظهرت ساوث بارك الكوميدية الأمريكية الكوميدية للرسوم المتحركة لأول مرة على سكاي الأولى.
- 29 مارس -
  - يتم إطلاق بي بي سي أمريكا في الولايات المتحدة.
  - شاهد 16.5 مليون مشاهد حلقة من شارع التتويج سُجنت فيها شخصية ديردير رشيد بتهمة الاحتيال على الرهن العقاري وبطاقات الائتمان، مما أعطى المسلسل أعلى أرقام مشاهدة له يوم الأحد منذ إضافة حلقة نهاية الأسبوع في عام 1996. الجرائم التي ارتكبها عشيقها، جون ليندسي، تثير إدانة ديردير الخاطئة غضبًا عامًا. وتؤيد الصحف الوطنية قضيتها، وحتى رئيس الوزراء توني بلير يعرض إحالة الإدانة إلى وزير الداخلية جاك سترو.[24] [25]
- 31 مارس - توقف سي إم تي البريطانية البث.

### أبريل
- لا أحداث.

### مايو
- 1 مايو - تم دمج المقاطع الفردية الأربعة من الحياة الطيبة في غرناطة في قناة واحدة وإعادة إطلاقها باسم نسيم غرناطة.
- 3 مايو - تبث الحلقة رقم 200 من عائلة سمبسون على سكاي الأولى.
- 9 مايو - أقيمت مسابقة الأغنية الأوروبية الثالثة والأربعون في الساحة الداخلية الوطنية في برمنغهام. قدم المسابقة تيري ووغان وأولريكا جونسون وفازت بها الفنانة الإسرائيلية دانا الدولية بالغناء «ديفا».
- 15 مايو - أعلنت آي تي في أن قناة آي تي في الثانية، وهي قناة أرضية رقمية جديدة من آي تي في من المقرر إطلاقها في وقت لاحق من هذا العام، سوف تستهدف جمهورًا أصغر سنًا وأخف وزنًا، مع التركيز على المشاهدين الذكور.[26]
- 18 مايو - تُمنح جوائز الأكاديمية البريطانية للأفلام لأول مرة في حفل منفصل لجوائز الأكاديمية البريطانية للأفلام.
- 20 مايو - بي بي سي وان يبث الحلقة 3000 من الجيران.[27]
- 25 مايو / أيار - النائب العمالي جورج غالاوي يطالب بإجراء تحقيق في نسخة من بانوراما بُثت في 21 مايو ووصفها بأنها «عنصرية». وركزت الطبعة على ممرضتين بريطانيتين متهمتين بقتل زميلتهما إيفون جيلفورد التي عملتا معها في المملكة العربية السعودية، وتضمنت إعادة بناء المرأتين اللتين تستجوبهما الشرطة السعودية. يصف غالاوي البرنامج بأنه «التلفزيون الشعبي في أسوأ حالاته».[28]
- 26 مايو - تم إعادة إطلاق سي آي تي في مع إحياء الاستمرارية في الرؤية، وتقديم ستيفن مولهيرن ودانييل نيكولز كمقدمين منتظمين.
- وراقبت القناة 4 من - 28 مايو جنة معايير البث لحلقة من سلسلة العشاء التلفزيونية فيه المرأة بعد الولادة كان خدم حتى الأصدقاء والأقارب كما بات. واشتكى العديد من المشاهدين، بمن فيهم النائب كيفن ماكنمارا، من البرنامج، الذي عُرض في فبراير، والذي اعتبرته اللجنة أنه كسر أحد المحرمات و «كان سيثير استياء الكثيرين».[29]
- 30 مايو - بي بي سي وان تبث بي جيز: ليلة واحدة فقط، وهو حفل موسيقي سجله بي جيز في لاس فيغاس في عام 1997.[30]
- 31 مايو - سكاي سكوتيش تغلق أبوابها بعد 19 شهرًا على الهواء، بعد أن فشلت في تحقيق أهدافها المالية.[31]

### يونيو
- 3 يونيو -
  - تعتذر المقدمة المشاركة في برنامج إفطار كبير، دينيس فان أوتن، عن أخذ منفضة سجائر وحامل علبة مناديل من قصر باكنغهام. أخذت العناصر أثناء حضورها حفل استقبال ملكي قبل يومين، لكنها أعادتها مع ملاحظة اعتذار بعد انتقادات في الصحافة.[32]
  - ظهور التلفزيون الأرضي البريطاني لأول مرة للمسلسل الكوميدي الدرامي الأمريكي آلي مكبيل على القناة 4.[33]
- 5 يونيو - وقعت بي بي سي صفقة مع بي سكاي بي لإتاحة قنوات بي بي سي من خلال سكاي ديجيتال عندما يتم إطلاقها في وقت لاحق من العام.[34]
- 7 يونيو - للاحتفال بالذكرى السنوية العاشرة لوفاة راسل هارتي، بي بي سي عرضان، أليس كذلك يا راسل هارتي؟، فيلم وثائقي تكريما لمقدم برنامج الدردشة.[35]
- 9 يونيو -
  - أعلن الناقد السينمائي ومضيف برنامج الفيلم باري نورمان أنه سيترك البي بي سي بعد 25 عامًا للانضمام إلى بي سكاي بي. سيترك فيلم 98 في نهاية مسيرته الحالية وينضم إلى سكاي في سبتمبر.[36]
  - يتم بث حلقة بيل «شخص الشعب» تكريماً لكيفن لويد، الذي توفي في 2 مايو.
- 10 يونيو - قامت هيئة الإذاعة البريطانية بتشغيل إشاراتها الرقمية، وذلك بالتزامن مع بداية كأس العالم لكرة القدم 1998 . سيتم عرض هذه التقنية في عدد من الأماكن العامة خلال الصيف، قبل إطلاق أول قناة تلفزيونية رقمية على بي بي سي، اختيار بي بي سي، في الخريف.[37]
- 10 يونيو - 12 يوليو - تعرض كل من بي بي سي وآي تي في تغطية حية لكأس العالم 1998 فيفا.
- 11 يونيو - قام مقدمو العروض بلو بيتر كاتي هيل وريتشارد بيكون بدفن كبسولة زمنية تحتوي على عناصر مختلفة مرتبطة بالبرنامج في أسس قبة الألفية. سيتم افتتاحه في عام 2050.[38]
- 13 يونيو - فاز جيسون سيرل بالمجموعة التاسعة من نجوم في عيونهم، حيث أدى دور نيل دايموند.[39]
- 25 يونيو - الحلقة الأخيرة من برنامج جسم الإنسان على قناة بي بي سي الأولى هي أول برنامج تلفزيوني بريطاني يعرض اللحظات الأخيرة لمريض السرطان. كان هربرت موور البالغ من العمر 63 عامًا، والذي توفي في العام السابق، قد أعطى الإذن بتسجيل وفاته في المسلسل.[40]

### يوليو
- 1 يوليو -
  - وقعت فليكس تك وتلفاز المملكة المتحدة صفقة مع بي سكاي بي ستشهد بث قنوات فليكس تك وتلفاز المملكة المتحدة على خدمة بي سكاي بي الفضائية الرقمية الجديدة عند إطلاقها.[41]
  - تعرض قناة بي بي سي وان أبرز أحداث حفل ديانا أميرة ويلز الذي أقيم في حديقة الثورب في 27 يونيو.[42] [43]
- 3 يوليو - ظهر جراهام نورتون لأول مرة على القناة 4.[44]
- 10 يوليو -
  - افتتح رئيس بي بي سي السير كريستوفر بلاند مركز بي بي سي الإخباري رسميًا.
  - تبث قناة بي بي سي الأولى الحلقة الأولى من ثلاث حلقات صغيرة من إيست إندرز لتتزامن مع نهائي كأس العالم 1998 ، والذي يرى بعض الشخصيات تسافر إلى باريس للمشاركة في النهائي. تم بث الحلقات اللاحقة في 11 يوليو و 12 يوليو.[45] [46] [47]
- 28 يوليو - تغيير علامتها التجارية للبث الرقمي البريطاني إلى أون ديجيتال.[48]

### أغسطس
- 10 أغسطس - أيدت لجنة التلفزيون المستقلة شكوى أحد المشاهدين بعد أن استخدمت عضوة في فرقة الفتيات بي * السحرة عبارة «تنفجر» خلال مقابلة مباشرة على قناة الأطفال نيكلوديون في 13 مايو.[49]
- 12 أغسطس - أعلنت بي بي سي تو عن خطط لأمسية لبرامج مخصصة لرواية هيلين فيلدنج يوميات بريدجيت جونز والقضايا التي أثيرت في الكتاب في وقت لاحق من العام.[50]
- 15 أغسطس - في اليوم الأول من موسم كرة القدم 1998-1999، يتم بث النسخة الأولى من كرة القدم يوم السبت على قناة سكاي سبورت. ستحل خدمة النتائج والنتائج الكروية الممتدة بعد الظهر محل الرياضة يوم السبت.
- 19 أغسطس - أفادت الأنباء أن مقدمة البرامج الحوارية فانيسا فيلتز قد أقيلت من قبل تلفزيون أنجليا بسبب مطالبها «غير الواقعية» بمضاعفة أجرها إلى 2.75 مليون جنيه إسترليني.[51]
- 24 أغسطس - تم توبيخ القناة الخامسة من قبل لجنة التلفزيون المستقلة لعرضها إعلانًا تجاريًا خلال مسلسلها، شؤون الأسرة بعد أن ظهر كلاهما الممثل نفسه. الإعلان عن ماكدونالدز، الذي تم بثه في 18 مايو، ظهر الممثل ستيفن هويل، الذي يلعب دور ليام تريب في المسلسل. لدى مركز التجارة الدولية قواعد صارمة تحكم الفصل بين البرامج التلفزيونية والإعلانات التجارية، وبعد أن اشتكى اثنان من المشاهدين من الحادث، قواعد أن القناة الخامسة قد انتهكت لوائحها.[52]
- 27 أغسطس - وقعت فانيسا فيلتز عقدًا حصريًا لمدة عامين مع هيئة الإذاعة البريطانية.[53]
- 28 أغسطس - أطلقت قناة برافو التلفزيونية الفضائية بيت الدمية، وهي سلسلة عبر الإنترنت تمكن مستخدمي الإنترنت من مراقبة حياة أربع نساء يعشن في منزل في لندن. تم اختيار النساء من بين 250 متقدمًا للعيش مجانًا في المنزل لمدة ستة أشهر، مع بث أبرز أنشطتهن أسبوعيًا في مجلة الرجال بالقناة القبو. المشروع، المستوحى من موقع جينيكام الأمريكي الذي أنشأته جينيفر رينجلي، يتبع تجربة قامت بها برافو في وقت سابق من العام، حيث أرّخت الكاميرات حياة الممثلة سارة ويست على مدى ثلاثة أشهر.[54] [55] يجذب بيت الدمية لاحقًا بعض اهتمام وسائل الإعلام بعد أن نام أحد زملائه في المنزل مع شريك ذكر، غير مدرك أنهما كانا أمام الكاميرا في ذلك الوقت.[56]
- آب (أغسطس) - أصبحت قنوات تلفزيون بي بي سي المحلية متاحة على خدمة الأقمار الصناعية سكاي ديجيتال. والنتيجة غير المقصودة لذلك هي أن الناس في بقية أوروبا يمكنهم الآن مشاهدة بي بي سي الأولى وبي بي سي الثانية، باستخدام بطاقات مشاهدة من المملكة المتحدة، حيث يتم تشفير الإشارة لأسباب تتعلق بالحقوق. ينطبق هذا حتى داخل المملكة المتحدة: يمكن للناس في إنجلترا الآن مشاهدة قنوات بي بي سي من اسكتلندا وويلز وأيرلندا الشمالية، والعكس صحيح.

### سبتمبر
- 1 سبتمبر - تسحب القناة الرابعة فيلمًا وثائقيًا من جدول اليوم التالي بعد أن علمت أنه تم تزويره. أخبرت ابنة أبيها قصة عارضة الأزياء الطموحة فيكتوريا ووالدها ماركوس، الذي تحدث بصراحة عن مشاعره بشأن مسيرة ابنته المهنية. لكن تم الكشف عن أن الأب وابنته صديقان وصديقتان عندما اتصل والد فيكتوريا الحقيقي بالقناة الرابعة بعد مشاهدة مقطع دعائي للفيلم الوثائقي.[57]
- 4 سبتمبر - تبث قناة آي تي في النسخة الأولى من برنامجها الجديد، من يريد أن يكون مليونيراً؟، قدمه كريس تارانت.[58]
- 5 سبتمبر -
  - برنامج مجلة آي تي في لكرة القدم على الكرة لأول مرة مع غابريلا لوغان كمقدمة.[59]
  - الظهور الأول لـ لحظة الحقيقة، وهو عرض ألعاب قدمته سيلا بلاك حيث يمكن للعائلات أو مجموعات الأصدقاء الفوز بجوائز إذا كان أحدهم قادرًا على إكمال مهمة صعبة، مثل الحصول على 24 مرة في رهان في أقل من دقيقتين أو حفظ ثم عزف النشيد الوطني الأمريكي على إكسيليفون.[60] [61] [62] يصل عدد مشاهدي البرنامج إلى تسعة ملايين، ولكن يتم انتقاده باعتباره قاسياً لأن الأطفال يُعرضون على الجوائز على الرغم من أنهم قد يخسرون، ويكونون مرتبكين بشكل واضح عندما تخسر أسرهم. اعترفت بلاك نفسها لاحقًا بأنها لم تكن «مستعدة عاطفياً» لرد فعل المتسابقين الخاسرين، وتم تغيير القواعد للسماح بجوائز ترضية أكبر للمسلسل الثاني.[63]
- 9 سبتمبر -
  - أبلغ نادي مانشستر يونايتد بورصة لندن أنه قبل عرض شراء بقيمة 623.4 مليون جنيه إسترليني من قبل شركة «بريتيش سكاي برودكاستينغ» التابعة لروبرت مردوخ.[64]
  - تبث قناة آي تي في العرض التلفزيوني البريطاني الأول لفيلم باتمان للأبد من بطولة فال كيلمر.
- 10 سبتمبر - تم تغيير شاشة افلام سكاي الأولى وشاشة افلام سكاي الثانية وافلام سكاي الذهبية إلى سكاي الرائدة وسكاي موفيماكس وسكاي سينما.
- 12 سبتمبر - عاد الحريق في لندن إلى آي تي في في سلسلتها الحادية عشرة بمجموعة جديدة من الاعتمادات الافتتاحية والختامية.
- 14 سبتمبر - تشير البيانات الصادرة عن الشبكة الوطنية إلى أن إصدارًا خاصًا من إيست إندرز تم بثه في المساء السابق تغلب على إصدار آي تي في يوم الأحد لشارع التتويج. تشير الزيادات المفاجئة في الطاقة المسجلة مع انتهاء البرامج إلى أن عدد المشاهدين الذين تم ضبطهم على إيست إندرز يفوق بثلاثة أضعاف عدد المشاهدين في شارع التتويج.[65]
- 17 سبتمبر - هذا الصباح من آي تي في يجري أول اختبار حي لعقار الفياجرا المضاد للعجز الجنسي.[66]
- 18 سبتمبر - في محاولة لجذب المزيد من المشاهدين إلى مسلسل شؤون الأسرة، أعلنت القناة الخامسة أن طاقمها المركزي بالكامل، سيتم قتل عائلة هارت في قصة درامية.[67]
- 19 سبتمبر - بي بي سي الثانية تبث نسخة خاصة من برنامج بي جيز من تي أو تي بي تو.[68]
- 21 سبتمبر -
  - يُباع المسلسل التلفزيوني إيست إندرز من بي بي سي طويل المدى لمحطات التلفزيون في جمهورية أيرلندا لأول مرة على الرغم من بثه في أيرلندا الشمالية في نفس العام الذي عرضه التلفزيوني الأول في بريطانيا. كانت أول شبكة تلفزيونية إيرلندية تبث إيست إندرز هي القناة التلفزيونية التجارية المجانية التي تم إطلاقها حديثًا التلفزيون الثالث.
  - تم نشر لقطات لشهادة الرئيس الأمريكي بيل كلينتون الأخيرة أمام هيئة محلفين كبرى حول علاقته بمونيكا لوينسكي لشبكات التلفزيون الأمريكية، وبثها مذيعون في جميع أنحاء العالم، بما في ذلك المملكة المتحدة.[69] [70]
- 23 سبتمبر -
  - إطلاق إختيار بي بي سي، أول محطة تلفزيونية رقمية فقط في المملكة المتحدة.[71]
  - بي بي سي برلمان ينطلق على قمر صناعي رقمي وكابل تناظري. يحل محل القناة البرلمانية الكبلية فقط.[72]
  - تحذر بي بي سي مشاهدي بلو بيتر من تجاهل رسالة سلسلة مزيفة تدعي أنها مدعومة من البرنامج.[73]
  - سيتضمن جدول الخريف على آي تي في ما يُقال أنه أغلى دراما زيّتها المذيع على الإطلاق - مغامرة الملاحة البحرية منفاخ البوق، والتي سيكلف إنتاجها 3 ملايين جنيه إسترليني للحلقة.[74]
- 28 سبتمبر / أيلول - حكم على ثلاثة ضباط شرطة بتعويضات تشهير كبيرة ضد تلفزيون غرناطة في المحكمة العليا بعد بث عدد أبريل 1992 من العالم في العمل الذي اتهمهم فيه بتلفيق أدلة ضد سجين متهم بقتل رفيقه في الزنزانة.[75]
- 29 سبتمبر - عازف جيتار باليه سباندو السابق الذي تحول إلى الممثل مارتن كيمب سينضم إلى فريق إيست إندرز كمالك ملهى ليلي، تم التأكيد.[76]

### أكتوبر
- 1 أكتوبر -
  - إطلاق القنوات الفضائية الرقمية في المملكة المتحدة، تديرها سكاي المملكة المتحدة. يشهد هذا بداية إرسال قنوات المملكة المتحدة في شاشة عريضة 16: 9.
  - إطلاق سكاي سبورتس نيوز.[77]
- 2 أكتوبر - إطلاق كلاسيكيات الذهب في المملكة المتحدة. على الهواء كقناة بدوام جزئي، تبث من الجمعة إلى الأحد على سكاي المملكة المتحدة من الساعة 6.00 مساءً إلى 2.00 صباحاً، العرض الفرعي من الذهب في المملكة المتحدة يبث عددًا من العروض المبكرة، بما في ذلك بعض برامج الأبيض والأسود، التي تم الحصول عليها في السنوات الأولى من خدمة الذهب في المملكة المتحدة. بثت أيضًا بعض العروض الأخيرة من القناة الرئيسية، لكن الغرض الأساسي من القناة كان العروض القديمة من السنوات الأولى من الذهب في المملكة المتحدة لتكمل القناة الرئيسية التي بدأت في التحرك نحو عرض برامج أحدث.
- 5 أكتوبر -
  - تتبنى آي تي في مجموعة جديدة من الهويات مع حروف صغيرة، وموضوعها حول تصميم القلب.[78]
  - بدأت سكاي ون البث المتزامن لجزء من برنامج إفطار كريس إيفانز على إذاعة فيرجن بعد أن وقعت فيرجن اتفاقية رعاية لمدة ثلاث سنوات مع بي سكاي بي.
  - . بموجب الاتفاقية، لا يُسمح لإيفانز بذكر راديو فيرجن أثناء بث البرنامج مع سكاي.[79] [80]
  - تظهر سارة، دوقة يورك، لأول مرة كمقدمة برنامج حواري تلفزيوني على قناة سكاي الأولى مع الجزء الأول من سلسلة من عشرة أجزاء بعنوان سارة... البقاء على قيد الحياة. ستجري كل أسبوع مقابلات مع الضيوف الذين مروا بتجارب مؤلمة، وتناقش معهم كيف تغلبوا على الصعوبات التي يواجهونها. من بين الضيوف في الحلقة الأولى امرأة اغتصبها القاتل المتسلسل فريد ويست، ورجل قتل شخصًا، وناجيًا من حادث سيارة.[81] تم انتقاد البرنامج من قبل النقاد، وتم استبعاده في فبراير 1999 بسبب أرقام المشاهدة الضعيفة.[82]
- 6 أكتوبر - أعلنت هيئة الإذاعة البريطانية عن خطط لتجديد نشراتها الإخبارية بعد مراجعة استمرت 18 شهرًا للبرامج الإخبارية، وهي الأكبر على الإطلاق في المملكة المتحدة. ستتضمن التغييرات مظهرًا جديدًا في أخبار السادسة مع التركيز على القصص الوطنية والإقليمية، وزيادة في الأخبار العالمية لـ أخبار التاسعة.
- .[83]
- 7 أكتوبر - في إصدار اليوم من الإفطار الكبير ، أعلنت دينيس فان اوتن عزمها على ترك البرنامج في نهاية العام.[84] [85]
- 10 أكتوبر -
  - بي بي سي الثانية ثبت ليلة بلو بيتر، مجموعة مختارة من البرامج التي تحتفل بمرور 40 عامًا على المسلسل التلفزيوني للأطفال بلو بيتر.[86]
  - إطلاق اللعب في المملكة المتحدة. كان يُقصد به في الأصل أن يكون نسخة تلفزيونية من راديو بي بي سي 1 ، وقد عرض البرامج الموسيقية ومقاطع الفيديو خلال النهار والكوميديا خلال المساء. لم يكن له ارتباط مع راديو 1.
- 12 أكتوبر - بي بي سي وان تبث ديفاس لايف، وهي حفلة موسيقية من نيويورك شاركت فيها سيلين ديون، وماريا كاري، وأريثا فرانكلين، وغلوريا إستيفان، وشانيا توين.[87]
- 13 أكتوبر - الظهور الأول لبرنامج كيف تطبخ ديليا، وهو برنامج طبخ أساسي قدمته ديليا سميث. انتقد الشيف وصاحب المطعم غاري رودس المسلسل بسبب نهج العودة إلى الأساسيات، بينما انتقد فريق ديفون فاير بريجيد نصيحة قدمتها في إصدار لمن يرغبون في تتبيل مقلاة جديدة - لتسخين الزيت فيها. واتركيه ينضج على نار خفيفة لمدة ثماني ساعات.[88]
- 15 أكتوبر - فقدت بي بي سي حقوق البث لاختبار لعبة الكريكيت بعد أن وافق مجلس إنجلترا وويلز للكريكيت على عرض منافس بقيمة 103 مليون جنيه إسترليني لمدة أربع سنوات من القناة 4 وبي سكاي بي. ينهي القرار ستين عامًا من التغطية المستمرة للكريكيت من قبل بي بي سي.[89]
- 16 أكتوبر -
  - سُجن رجل كان مخمورا وركض فسادا في موقع التصوير في عطلة نهاية الأسبوع المركزية للتلفزيون المركزي خلال مناظرة حول كرة القدم النسائية في مارس، مما أجبر البرنامج على التوقف عن البث، لمدة 12 شهرا بسبب الحادث.[90] [91]
  - تحتفل بلو بيتر بالذكرى الأربعين لتأسيسها بعرض خاص يضم مقدمين سابقين.[92]
- 19 أكتوبر - أصبح ريتشارد بيكون أول مقدم برنامج بلو بيتر على الإطلاق ينهي عقده في منتصف المدة بعد أن نشرت صحيفة أخبار العالم تقريرًا عن تعاطيه الكوكايين.[93] بعد إقالته، ظهرت لورين هيجيسي، رئيسة برامج الأطفال في البي بي سي، لتشرح الوضع لمشاهدي سي بي سي.
- 25 أكتوبر - يتم بث قناة تي فور لأول مرة.
- 26 أكتوبر - عرض الإعلانات اللانهائية لأول مرة على بي بي سي الثانية بعد عرض حلقة تجريبية بعد ذلك بعامين.[94]
- 27 أكتوبر - كجزء من سلسلة كيو إي دي، تبث بي بي سي الأولى فيلم أمل لهيلين، وهو فيلم وثائقي بعد معركة مقدمة البرامج التلفزيونية هيلين رولاسون ضد مرض السرطان. تم تشخيص حالتها في العام السابق وأعطيت ثلاثة أشهر للعيش.[95] [96]
- 30-31 أكتوبر - تبث قناة آي تي في أمسية خاصة بعنوان «غزو أجنبي» في مزيج بين الخيال العلمي والرعب بما في ذلك ستارشيب بلوبرز! (30 أكتوبر) وعرض لنسخة فيلم 1982 من لا
- لشيء (31 أكتوبر).

### نوفمبر
- 1 نوفمبر -
  - تم إطلاق إس فور سي الرقمية في ويلز.
  - إطلاق فيلم، قناة أفلام جديدة من القناة الرابعة.[97] يتم بث ليلة الافتتاح على القناة 4.[98]
- 9 نوفمبر - إصدار صوت الملاك، الألبوم الأول لشارلوت تشيرش، الذي تم اكتشافه بعد غناء «فطيرة جيسو» لأندرو لويد ويبر على الهاتف في إصدار هذا الصباح على آي تي في في عام 1997. واصلت المغنية الظهور في برنامج أرقام هاتف ناطق وعرض المواهب الكبيرة، مما ساعد على إطلاق مسيرتها المهنية في كل من المملكة المتحدة ودوليًا. بحلول عام 2010، باعت صوت الملاك أكثر من أربعة ملايين نسخة حول العالم.[99] [100]
- 15 نوفمبر - إطلاق التلفزيون الرقمي للأرض في المملكة المتحدة، الذي تديره على الرقمي.[101] غيرت اسمها إلى آي تي في الرقمية في يوليو 2001.[102]
- 18 نوفمبر -
  - أفادت خدمة معلومات البيض البريطانية أن مبيعات البيض قد زادت بنسبة 10٪ منذ ظهور سلسلة كيف تطبخ ديليا على قناة بي بي سي الثانية من ديليا سميث، وهي سلسلة تعلم المشاهدين مهارات الطبخ الأساسية.[103]
  - أفادت الشبكة الوطنية عن زيادة في استخدام الكهرباء في الساعة 8.00 مساءً، حيث وصلت حلقة التتويج التي تظهر وفاة الشخصية ديس بارنز (التي يلعبها فيليب ميدلميس) إلى نهايتها.[104]
- 19 نوفمبر -
  - تم منح قناة آي تي في الإذن بنقل نشرتها الإخبارية في العاشرة مساءً من قبل لجنة التلفزيون المستقلة، وهو قرار سيسمح للقناة بإفساد الأخبار في عشرة من أوائل عام 1999. أرادت قناة آي تي في نقل البرنامج بسبب انخفاض التقييمات، وإفساح المجال أمام بث الأفلام والمسلسلات التلفزيونية دون انقطاع في جدولها المسائي، لكن الخطط تعرضت لانتقادات من قبل كبار الصحفيين والسياسيين، الذين يخشون أن يؤدي ذلك إلى انخفاض في جودة التلفزيون المسائي. بمجرد تنفيذ التغييرات، سيتم بث النشرة المسائية الرئيسية لقناة آي تي في في الساعة 6.30 مساءً، مع برنامج إخباري أقصر الساعة 11.00 مساءً.[105] [106]
  - أعضاء العنصرية الجمعية الوطنية لمقاومة، واحدة من الجماعات بريطانيا الرائدة في مجال مكافحة العنصرية وينظمون احتجاجا أمام مقر القناة 4 كما في اجواء قناة و برقيات وثائقي أن المطالبات قد أثبت أن يتم تنفيذ معظم عمليات اغتصاب جماعي حدث من قبل الشبان السود.[107]
- 20 نوفمبر -
  - تأمر لجنة التلفزيون المستقلة آي تي في بإيقاف بث حملتها الإعلانية للتلفزيون الرقمي لأنها «تحط من قدر» القنوات الفضائية. ظهرت الحملة على طبق القمر الصناعي المشطوب، وقد جذبت شكاوى من المذيعين الرئيسيين الآخرين في الأسبوع الذي تم عرضه فيه. تقرر الجهة المنظمة أيضًا أنه يجب تقديم الحملات الإعلانية التلفزيونية الرقمية المستقبلية بواسطة آي تي في إلى مركز تخليص إعلانات البث قبل بثها على الهواء.[108]
  - في محكمة مقاطعة واندسوورث بلندن، مُنح صانعو القناة الرابعة خمسة عشر لواحدحكمًا من محكمة المقاطعة ضد تريفور مونتاج، بطل المسلسل السابق الذي خرق قاعدة العرض التي تنص على أن المتسابقين الخاسرين لا يمكنهم الظهور في البرنامج مرة أخرى. بعد أن خسر في عام 1989، أعاد مونتاج تقديم طلب تحت اسم مختلف في عام 1992 وأصبح بطل المسلسل، ولكن تم التعرف عليه لاحقًا من قبل أحد المتسابقين الذي شاهد تكرارًا للعرض على تلفزيون التحدي . يجب أن يدفع مونتاج 3562 جنيهًا إسترلينيًا كتعويض، ويعيد جائزته - كأسان ومجموعة من الأواني - إلى ريجنت للإنتاج.
- 22 نوفمبر - أكدت بي بي سي أن باتسي بالمر، التي تلعب دور بيانكا بوتشر في إيست إندرس ، ستترك الصابون في عام 1999 لقضاء مزيد من الوقت مع أسرتها.[109]
- 27 نوفمبر - ألغت آي تي في خططًا لفيلم وثائقي يحقق في مزاعم العنصرية المعادية للغة الإنجليزية في اسكتلندا لأنه لم يكن هناك أدلة كافية لدعمها، وفقًا لتقارير ديلي ريكورد.[110]

### ديسمبر
- لا أحداث

### مجهول
- يخلف فاني تريفيس السير مايكل بيشوب كرئيس للقناة 4.[111]

## لأول مرة

### بي بي سي الأولى
- 4 يناير - السفير (1998-1999)
- 8 يناير - روجر روجر (1998-2003)
- 9 يناير - ويغلي بارك (1998)
- 24 كانون الثاني (يناير) - الأعمال غير المكتملة (1998-1999)
- 6 فبراير - قانون الموتى (1998)
- 26 فبراير - المرأة الحقيقية (1998-1999)
- 8 مارس - اللعب في الميدان (1998-2002)
- 15 آذار (مارس) - التحية الأخيرة (1998-1999)
- 28 مارس - تذكرة كبيرة (1998)
- 4 أبريل - سيتي سنترال (1998-2000)
- 10 أبريل - لجام التوبيخ (1998)
- 16 أبريل - عرض بن التون (1998)
- 19 أبريل - تجارة محترمة (1998)
- 4 مايو - يقبلني كيت (1998-2000)
- 8 مايو - الغزو: الأرض (1998)
- 10 مايو - ساحة بيركلي (1998)
- 17 مايو - العلاقات الوثيقة (1998)
- 20 مايو -
  - جسم الإنسان (1998)
  - خارج ساعات العمل (1998)
- 20 يوليو - فندق حرقة من المعدة (1998-2000)
- 28 يوليو - مايسي رين (1998-1999)
- 26 أغسطس - المخلوقات العشرة (1998)
- 31 أغسطس - ألغاز السيدة برادلي (1998-2000)
- 6 سبتمبر - عرض السماء والأرض (1998-2007)
- 14 سبتمبر - عائلة رويال (1998-2000 ، 2006-2012)
- 21 أكتوبر - حياة الطيور (1998)
- 1 نوفمبر - فانيتي فير (1998)
- 12 نوفمبر - سيدات العشاء (1998-2000)
- 18 نوفمبر - بوب البناء (1998-2004)
- 25 ديسمبر - روتن رالف (1998-2001)
- 29 ديسمبر - بادينجتون جرين (1998-2001)
- 29 ديسمبر - الصدى (1998)

### بي بي سي الثانية
- 8 يناير - الآلات المتطرفة لجيريمي كلاركسون (1998)
- 12 كانون الثاني (يناير) - الخير يا إلاهي (1998-2001)
- 15 يناير - عطلات نهاية الأسبوع الغريبة للويس ثيروكس (1998-2000)
- 15 فبراير - هذا الصباح مع ريتشارد ليست جودي (1998-1999)
- 20 فبراير -
  - هل هو بيل بيلي؟ (1998)
  - حرب الروبوتات (1997-2004 ، 2016 حتى الآن)
- 24 فبراير - كيف تريدني؟ (1998-1999)
- 9 مارس - صديقنا المشترك (1998)
- 20 نيسان / أبريل - إيريك المتوتر (1998-2000)
- 8 مايو - مرح-الذهاب-جولة أليكسي سايل (1998)
- 12 مايو - منازل منازل السير برنارد الفخمة (1998)
- 26 مايو - في الأحمر (1998)
- 30 مايو - ويندراش (1998)
- 14 يوليو - على خطى الإسكندر الأكبر (1998)
- 2 أكتوبر - المبدعون (1998-2000)
- 13 أكتوبر - ديليا كيف تطبخ (1998-2002)
- 19 أكتوبر - الشرطة (1998-2001)
- 21 أكتوبر - صندوق الإرسال (1998-2002)
- 9 تشرين الثاني (نوفمبر) - القطار الكبير (1998-2002)
- 14 نوفمبر - ليزلي جاريت الليلة (1998)
- 21 ديسمبر - ريكس ذا رونت (1998-2001)

### آي تي في (بما في ذلك آي تي في وآي تي في 2)
- 5 كانون الثاني (يناير) - تيدي بيرز (1998-1999)
- 8 يناير - الألعاب المنسية (1998-1999)
- 9 يناير -
  - البرج الدائري (1998)
  - توم وفيكي (1998-1999)
- 24 يناير - محاربو الجليد (1998)
- 28 يناير - حرارة الشمس (1998)
- 8 فبراير - نوع الموسيقى الخاص بي (1998-2002)
- 26 فبراير - اختبار جواز السفر (1998-2003)
- 3 مارس - حياة وجرائم ويليام بالمر (1998)
- 6 مارس - شركة الطيران (1998-2006)
- 12 مارس - متأرجحة (1998)
- 14 آذار (مارس) - احفرها (1998-2003)
- 24 مارس - وافل (1998)
- 2 أبريل - أكتوبر (1998)
- 12 أبريل - العودة إلى الوطن (1998)
- 14 أبريل - تحت العرض (1998-2001)
- 28 أبريل - روكي ودودوس (1998-1999)
- 16 مايو - لا تجرب هذا في المنزل (1998-2001)
- 30 مايو - مصنع فن سونغ (1998-2006)
- 3 يونيو - شركة الطيران (1998-2007)
- 2 يوليو - وجه إيموجين (1998)
- 6 يوليو -
  - بعيدا عن الحشد المسعور (1998)
  - الحصول على ريال (1998)
- 13 يوليو - المخلوقات الرائعة (1998-2003)
- 19 يوليو - بطة باترول (1998)
- 23 يوليو - الأطفال في الغابة (1998-1999)
- 29 أغسطس -
  - إس إم تي في مباشر (1998-2003)
  - القرص المضغوط: المملكة المتحدة (1998-2006)
- 1 سبتمبر - العرض والطلب (1998)
- 2 سبتمبر - مجنون بها (1998-2000)
- 4 سبتمبر -
  - من الذي يريد ان يكون مليونيرا؟ (1998-2014 ، 2018 - حتى الآن))
  - أرشيبالد الكوالا (1998-2000)
- 5 أيلول (سبتمبر) - لحظة الحقيقة (1998-2001)
- 6 سبتمبر - تريشا جودارد (1998-2010)
- 7 سبتمبر- ليفربول 1 (1998-1999)
- 23 سبتمبر - أفكار الرئيس ألف (1998)
- 25 سبتمبر - مغامرات الكابتن بوجواش (1998-2001)
- 7 أكتوبر - منفاخ البوق (1998-2003)
- 22 أكتوبر - أسوأ ساحرة (1998-2001)
- 26 أكتوبر - أرسم رسومك الخاصة (1998-2001)
- 27 أكتوبر - جرافترز (1998-1999)
- 29 أكتوبر - التقاط القطع (1998)
- 30 أكتوبر - ستارشيب بلوبرز! (1998)
- 15 نوفمبر -
  - قدم باردة (1998-2003 ، 2016 حتى الآن)
  - خطبة القديس ألبيون (1998)
- 16 ديسمبر - أعمى الألوان (1998)
- 23 ديسمبر - كادفيل حقل الخراف (1998)
- 25 ديسمبر - آي تي في بانتو (1998-2002)
- 27 ديسمبر -
  - الأطفال يقولون أعز الأشياء (1998-2000)
  - عصير التفاح مع روزي (1998)
- 28 ديسمبر -
  - كادفيل حاج الكراهية (1998، الموسم 4 الحلقة 3، الأخيرة)
  - مجرة باور رينجرز المفقودة (1998-1999)

### القناة 4
- 4 يناير - بيبي الشقية (1997-1998)
- 12 فبراير - موسلي (1998)
- 12 نيسان (أبريل) - تحدي الخردة (1998-2010)
- 5 مايو - كيلر نت (1998)
- 3 يونيو - ألي ماكبيل (1997-2002)
- 24 يونيو - باركينج (1998)
- 2 يوليو - نساء كبيرات (1998)
- 3 يوليو - سو جراهام نورتون (1998-2002)
- 10 يوليو - ساوث بارك (1997 حتى الآن)
- 15 سبتمبر - الأشعة فوق البنفسجية (1998)
- 30 سبتمبر - عرض الساعة 11 (1998-2000)
- 25 أكتوبر - تي فور (1998-2012)
- 30 أكتوبر - رفيق الشارع (1998-2007)
- 10 نوفمبر - دليل الشاب ليصبح نجم روك (1998)
- 18 تشرين الثاني (نوفمبر) - بوب ومارجريت (1998-2001)
- 21 نوفمبر - صيادو التاريخ (1998-1999)
- 24 ديسمبر - الدب (1998)

### القناة 5
- 2 يناير - الدب بي بي والاصدقاء (1998)
- 4 فبراير - عرض مخطط بيبسي (1998-2002)
- 28 أبريل - البيت المفتوح مع جلوريا هونيفورد (1998-2003)
- 24 آب - طبيب البيت (1998-2003)
- 16 أكتوبر - فورت بويارد (1998-2003)
- مجهول -
  - الجنس والتسوق (1998-2001)
  - المتشددون (1998-1999)

### نيكلوديون المملكة المتحدة
- 1 كانون الثاني (يناير) - رينفورد يرفض (1998-2001)
- 12 أبريل - كاتدوج (1998-2005)
- 24 يونيو - الأدلة الزرقاء في المملكة المتحدة (1998-2003)
- 7 تشرين الثاني (نوفمبر) - عائلة ثورنبيري (1998-2004)
- غير معروف
  - ماجيك ماونتن (1997-1998)

### كرتون نتورك بالمملكة المتحدة
- 7 سبتمبر - تابالوجا (1994-2004)
- غير معروف - أنا ابن عرس (1997-2000)

### سكاي الأولى
- 5 كانون الثاني (يناير) - جنوب بروكلين (1997-1998)
- 7 يناير - جزيرة الفضاء الأولى (1998)
- 8 يناير - خزانة فيرونيكا (1997-2000)
- 24 يناير - بافي قاتلة مصاصي الدماء (1997-2003)
- 21 مارس - فرانكلين (1997-2004)
- 28 مارس - ساوث بارك (1997 حتى الآن)
- 1 أبريل - ستار جيت إس جي 1 (1997-2007)
- 5 أبريل هوليوود الجنس (1998)
- 21 سبتمبر - تغلب على الكسارة (1998)
- 11 تشرين الأول (أكتوبر) - بريكلي هيت (1998-2001)

### سكاي سبورتس
- 15 أغسطس - السبت لكرة القدم (1998 حتى الآن)

### معيشة
- كايو (1997-2010)

### قناة ديزني في المملكة المتحدة
- مجهول -
  - الدب في البيت الأزرق الكبير (1997-2006)
  - عائلة فرشاة الأسنان (1998-1999)
  - مغامرات الجيب التنين (1998-1999)

### فوكس كيدز المملكة المتحدة
- مجهول -
  - تونسيلفانيا (1998-1999)
  - بلد الحمار كونغ (1997-2000)

## القنوات

### قنوات جديدة
| تاريخ     | قناة                                             |
| --------- | ------------------------------------------------ |
| 9 يناير   | على التلفزيون (كابل (المملكة المتحدة) المحدودة)) |
| 26 يونيو  | قبلة التلفزيون                                   |
| 10 سبتمبر | إم يو تي في                                      |
| 23 سبتمبر | اختيار بي بي سي                                  |
| 23 سبتمبر | بي بي سي البرلمان                                |
| 1 أكتوبر  | سكاي سبورتس نيوز                                 |
| 2 أكتوبر  | كلاسيكيات الذهب في المملكة المتحدة               |
| 10 أكتوبر | اللعب في المملكة المتحدة                         |
| 1 نوفمبر  | إس فور سي رقمي                                   |
| 1 نوفمبر  | فيلم 4                                           |
| 15 نوفمبر | سينما كارلتون                                    |
| 15 نوفمبر | كارلتون كيدز                                     |
| 15 نوفمبر | كارلتون وورلد                                    |
| 7 ديسمبر  | آي تي في الثانية                                 |

### القنوات البائدة
| تاريخ     | قناة              |
| --------- | ----------------- |
| 30 يناير  | قناة الطقس        |
| 31 مارس   | توقيت أوروبا      |
| 3 أبريل   | تي سي سي (أصلي)   |
| 31 مايو   | سكاي سكوتيش       |
| 22 سبتمبر | القناة البرلمانية |

### القنوات المعاد تسميتها
| تاريخ     | اسم قديم                | اسم جديد       |
| --------- | ----------------------- | -------------- |
| 1 يجوز    | الحياة الطيبة في غرناطة | غرناطة بريز    |
| 10 سبتمبر | شاشة سكاي موفيز 1       | سكاي بريمير    |
| 10 سبتمبر | سكاي موفيز سكرين 2      | سكاي موفي ماكس |
| 10 سبتمبر | سكاي موفيز جولد         | سينما سكاي     |

## برامج تلفزيونية

### تغييرات الانتماء إلى الشبكة
| عروض                                  | انتقل من        | انتقل الى        |
| ------------------------------------- | --------------- | ---------------- |
| بيتلجوس                               | آي تي في        | شبكة الكرتون     |
| الضاحكون                              | آي تي في        | شبكة الكرتون     |
| أساطير جزيرة الكنز                    | آي تي في        | كارلتون كيدز     |
| جنون هاري                             | آي تي في        | كارلتون كيدز     |
| دنفر ، الديناصور الأخير               | نيكلوديون       | كارلتون كيدز     |
| غذر وموتلي في آلات الطيران الخاصة بهم | بي بي سي الأولى | آي تي في         |
| آرثر                                  | بي بي سي الأولى | نيكلوديون        |
| المتاهة الكريستالية                   | القناة 4        | تحدي             |
| كل شيء                                | آي تي في        | تحدي             |
| أبناء وبنات                           | آي تي في        | القناة 5         |
| ويل كواك كواك                         | قناة الأطفال    | القناة 5         |
| الخامس                                | سكاي وان        | القناة 5         |
| ما هذه الفوضى                         | سكاي وان        | القناة 5         |
| ساوث بارك                             | سكاي وان        | القناة 4         |
| بافي قاتل مصاص الدماء                 | سكاي وان        | بي بي سي الثانية |
| توم وجيري كيدز                        | شبكة الكرتون    | بي بي سي الأولى  |
| بقرة ودجاج                            | شبكة الكرتون    | آي تي في         |
| جوني برافو                            | شبكة الكرتون    | القناة 4         |
| الكونت دوكولا                         | نيكلوديون       | سكاي وان         |
| غارفيلد والأصدقاء                     | قناة الأطفال    | سكاي وان         |
| بابار                                 | قناة الأطفال    | نيكلوديون        |

### العودة هذا العام بعد انقطاع لمدة عام أو أكثر
- جيمس القط (1984-1992 آي تي في، 1998-2003 القناة الخامسة)
- الأرحام (1973-1975، 1998-2001)

## البرامج التلفزيونية المستمرة

### عشرينيات القرن الماضي
- بي بي سي ويمبلدون (1927-1939، 1946-2019، 2021 حتى الآن)

### الثلاثينيات
- سباق القوارب (1938-1939، 1946-2019)
- بي بي سي للكريكيت (1939، 1946-1999، 2020-2024)

### الخمسينيات
- بانوراما (1953 حتى الآن)
- ماذا تقول الأوراق (1956-2008)
- الكابتن بوغواش (1957-1975، 1997-2002)
- السماء في الليل (1957 إلى الوقت الحاضر)
- بلو بيتر (1958 إلى الوقت الحاضر)
- المدرج (1958-2007)

### الستينيات
- شارع التتويج (1960 إلى الوقت الحاضر)
- أغاني التسبيح (1961 - حتى الآن)
- توب أوف ذا بوبس (1964-2006)
- مباراة اليوم (1964 حتى الآن)
- السيد والسيدة (1964-1999)
- اتصل بي بلاف (1965-2005)
- برنامج المال (1966-2010)

### السبعينيات
- إميرديل (1972 حتى الآن)
- نيوزراوند (1972 حتى الآن)
- آخر نبيذ الصيف (1973-2010)
- أتمنى لو كنت هنا...؟ (1974-2003)
- أرينا (1975 إلى الوقت الحاضر)
- رجل واحد وكلبه (1976 إلى الوقت الحاضر)
- جرانج هيل (1978-2008)
- بلانكتي بلانك (1979-1990، 1997-2002)
- عرض التحف (1979 إلى الوقت الحاضر)
- وقت السؤال (1979 إلى الوقت الحاضر)

### 1980s
- الأطفال المحتاجون (1980 إلى الوقت الحاضر)
- ساعة الوقت (1982 إلى الوقت الحاضر)
- بروكسايد (1982-2003)
- العد التنازلي (1982 إلى الوقت الحاضر)
- حق الرد (1982-2001)
- مشروع القانون (1984-2010)
- سباق القناة الرابعة (1984-2016)
- توماس والاصدقاء (1984 إلى الوقت الحاضر)
- إيست إندرز (1985 إلى الوقت الحاضر)
- الإغاثة المصورة (1985 إلى الوقت الحاضر)
- ضحية (1986 إلى الوقت الحاضر)
- شكل فيجن (1987-2009)
- حرق لندن (1988-2002)
- على السجل (1988-2002)
- خمسة عشر إلى واحد (1988-2003، 2013 حتى الآن)
- هذا الصباح (1988 إلى الوقت الحاضر)
- بودجر وبادجر (1989-1999)

### التسعينيات
- النجوم في عيونهم (1990-2006)
- 2 بوينت 4 الأطفال (1991-1999)
- استراحة كبيرة (1991-2002)
- حزب نويل هاوس (1991-1999)
- الإفطار الكبير (1992-2002)
- 999 (1992-2003)
- نبضات القلب (1992-2010)
- إجراءات ممارسة السيد المحفز (1993-2000)
- الإفطار مع فروست (1993-2005)
- كاريكاتير كي (1994-1999)
- مسح آوت (1994-2002)
- مستشفى الحيوان (1994-2004)
- تايم تيم (1994-2013)
- سحوبات اليانصيب الوطني (1994-2017)
- توب أوف ذا بوبس 2 (1994 إلى الوقت الحاضر)
- هوليوكس (1995 إلى الوقت الحاضر)
- باليكيسانجيل (1996-2001)
- واي كلوب ريغبي ، ويلز (1997 حتى الآن)
- فريق الأحلام (1997-2007)
- عرض جاك دويرتي (1997-1999)
- شؤون الأسرة (1997-2005)
- 100٪ (1997-2001)
- تليتبيز (1997-2002، 2007-2009، 2012، 2015 إلى الوقت الحاضر)
- حرب الروبوتات (1994، 1997-2004، 2016 إلى الوقت الحاضر)
- جرائم القتل المتوسطة (1997 إلى الوقت الحاضر)

## تنتهي هذا العام
- تعال للرقص (1949-1998)
- اختر ما تريد (1955-1968، 1992-1998)
- العالم في العمل (1963-1998)
- بيع القرن (1972-1990 آي تي في، 1997-1998 التحدي)
- ألاس سميث وجونز (1982-1998)
- تقرير كوك (1985-1998)
- المتشابكة (1985-1998)
- الشاشة الثانية (1985-1998)
- مدمنو تيلي (1985-1998)
- عرض الرسم البياني (1986-1998 ، 2008-2009)
- الطيور على أشكالها (1989-1998 بي بي سي، 2014-2017 آي تي في)
- اللغز (1989-1998)
- أسقط الحمار الميت (1990-1998)
- الرجال يتصرفون بشكل سيء (1992-1998)
- معلم الألعاب (1992-1998)
- تشغيل المخاطر (1993-1998)
- سوتي وشركاه (1993-1998)
- توتس تي في (1993-1998)
- ويكليف (1994-1998)
- الأب تيد (1995-1998)
- هل هذا قانوني؟ (1995-1998)
- مدير الشياطين (1996-1998)
- استيقظ في الغرفة البرية (1996-1998)
- دلو بيمبل (1996-1998)
- دينيس الخطر (1996-1998)
- أمير بين الرجال (1997-1998)
- سفينة نوح (1997-1998)
- ويتل (1997-1998)
- أراضي إنيد بليتون المسحورة (1997-1998)
- الجليد ووريورز (1998)
- الدب بي بي والاصدقاء (1998)
- فانيتي فير (1998)

## حالات الوفاة
| تاريخ     | اسم           | عمر | مصداقية سينمائية                                    |
| --------- | ------------- | --- | --------------------------------------------------- |
| 2 يناير   | فرانك موير    | 77  | كاتب كوميدي وشخصية إذاعية وتلفزيونية وراوية         |
| 28 فبراير | ديرموت مورغان | 45  | ممثل (الأب تيد كريلي في الأب تيد)                   |
| 25 مارس   | دانيال ماسي   | 64  | الممثل                                              |
| 2 مايو    | كيفين لويد    | 49  | ممثل (بيل)                                          |
| 5 يوليو   | جوني سبايت    | 78  | كاتب السيناريو التلفزيوني (حتى الموت لنا جزء)       |
| 4 أغسطس   | ريتشارد دن    | 54  | الرئيس التنفيذي لتلفزيون التايمز                    |
| 14 أغسطس  | روزماري مارتن | 61  | ممثلة                                               |
| 25 أغسطس  | باربرا مانديل | 78  | صحفية تلفزيونية وأول مذيعة أخبار في المملكة المتحدة |
| 19 سبتمبر | باتريشيا هايز | 88  | الراوية والممثلة والممثلة الصوتية (غران)            |
| 17 أكتوبر | جوان هيكسون   | 92  | الممثلة (ملكة جمال أجاثا كريستي ماربل).             |
| 10 نوفمبر | ماري ميلار    | 62  | ممثلة (مواكبة المظاهر)                              |
| 19 نوفمبر | برنارد طومسون | 72  | منتج ومخرج تلفزيوني                                 |
| 13 ديسمبر | صف السير ليو  | 91  | مدير عرض الأعمال والتنفيذي لشركة التلفزيون          |
| 21 ديسمبر | روجر افون     | 84  | الممثل                                              |
| 30 ديسمبر | جورج ويب      | 87  | ممثل (مواكبة المظاهر)                               |